# Belaja (vattendrag i Vitryssland, Vitsebsks voblast)
Belaja (ryska: Белая) är ett vattendrag i Belarus.   Det ligger i voblasten Vitsebsks voblast, i den norra delen av landet, 170 kilometer norr om huvudstaden Minsk.
Trakten runt Belaja består till största delen av jordbruksmark. Runt Belaja är det glesbefolkat, med 19 invånare per kvadratkilometer.